# Riccardo Primo

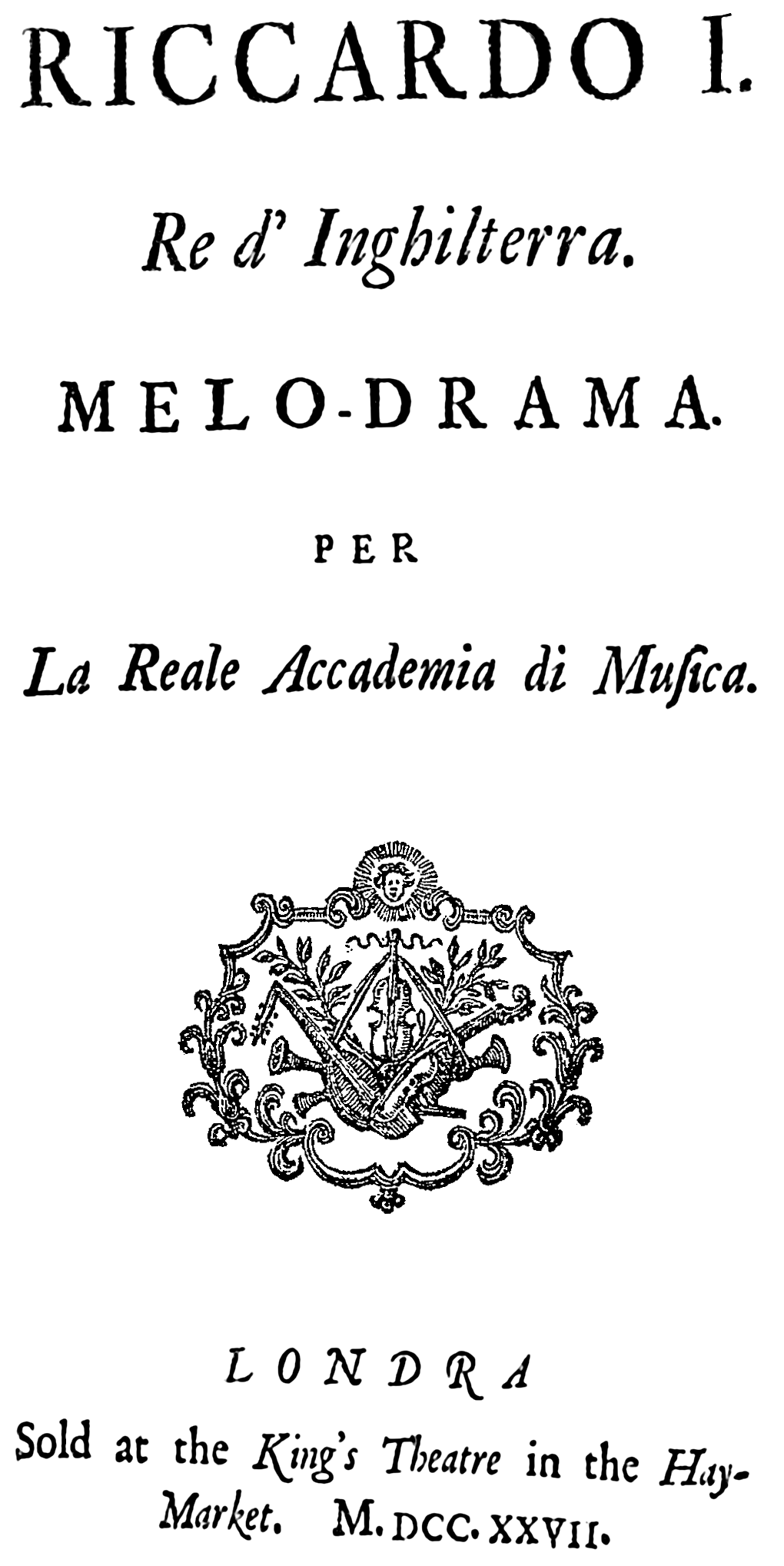
Riccardo Primo au King's Theatre de Londres.

Riccardo primo, re d’Inghilterra (Richard Ier, Roi d'Angleterre - HWV 23) est un opera seria en trois actes de Georg Friedrich Haendel.
Le livret en italien est de Paolo Antonio Rolli adapté du livret de Francesco Briani, Isacio tiranno, mis en musique par Antonio Lotti en 1710. L'action a pour cadre la conquête de Chypre par Richard Cœur de Lion en 1191.
L'œuvre fut composée pour la saison 1726-1727 de la Royal Academy of Music, également en hommage au nouveau roi George II, récemment couronné - Haendel lui-même venait juste d'être naturalisé citoyen britannique.

## Les représentations
La première de l'opéra eut lieu les 11 novembre 1727 au King's Theatre de Londres ; elle fut suivie de 11 représentations pendant la saison. L'opéra fut ensuite donné à Hambourg et à Brunswick en février 1729. La représentation à Hambourg fut dirigée par Telemann, vieil ami de Haendel ; cette version comportait deux personnages comiques, Murmilla et Gelasius ; les récitatifs et arias ajoutés pour ces nouveaux personnages étaient en allemand, contrairement au reste de l'opéra demeuré en italien. À son habitude, Haendel réutilisa certains passages dans les opéras postérieurs de Scipione et Tolomeo. L'œuvre tomba dans l'oubli en Angleterre après la fermeture de la Royal Academy en 1728.
Sa redécouverte au XXe siècle fut marquée par une première représentation le 8 juillet 1964 par la Handel Opera Society à Sadler's Wells (Londres). Il y eut aussi une représentation exceptionnelle en 1991 dans l'amphithéâtre de Kourion à Chypre, à l'occasion des 800 ans des événements évoqués dans le livret ; l'opéra fut encore donné en 1996 au festival de Göttingen.

## Distribution
| Personnage                        | Voix           | Première, 11 novembre 1727  |
| --------------------------------- | -------------- | --------------------------- |
| Riccardo                          | alto (castrat) | Senesino                    |
| Costanza, fille du roi de Navarre | soprano        | Francesca Cuzzoni           |
| Isacio, gouverneur de Chypre      | basse          | Giuseppe Maria Boschi       |
| Pulcheria, sa fille               | soprano        | Faustina Bordoni            |
| Oronte, prince de Syrie           | alto (castrat) | Antonio Baldi               |
| Berardo, cousin de Costanza       | basse          | Giovanni Battista Palmerini |

## Discographie
- Riccardo Primo, Re d'Inghilterra - Lawrence Zazzo, Nuria Rial, Geraldine McGreevy, Tim Mead, David Wilson-Johnson, Curtis Streetman - Kammerorchester Basel dir. Paul Goodwin - 3 CD Sony Music (2007)